# Vaszy Viktor-díj
A Vaszy Viktor-díjat öt évvel korábban elhunyt egykori igazgatója, illetve zeneigazgatója, Vaszy Viktor karmester emlékére a Szegedi Nemzeti Színház igazgatósága alapította 1984-ben. Célja a színház zenés tagozatának produkcióiban nyújtott kiváló művészi teljesítmények elismerése. A díj odaítélése a zenés tagozat művészeinek titkos szavazásával, évente történik. A díjat – a Fritz Mihály által alkotott bronz plakettet és a színház fenntartója, Szeged Megyei Jogú Város Önkormányzata által biztosított pénzjutalmat – ünnepélyes formában, a színház évadzáró társulati ülésén adják át.

## Díjazottak
- 1984 – Molnár László karmester
- 1985 – Réti Csaba operaénekes
- 1986 – Iván Ildikó operaénekes
- 1987 – Misura Zsuzsa operaénekes
- 1988 – Gurbán János operaénekes
- 1989 – Bokor Roland balettigazgató
- 1990 – Vajda Júlia operaénekes
- 1991 – Frankó Tünde operaénekes
- 1992 – Szilágyi Erzsébet operaénekes
- 1993 – Busa Tamás operaénekes
- 1995 – Vajda Júlia operaénekes
- 1996 – Gyüdi Sándor karmester
- 1997 – nem került átadásra
- 2001 – Vajda Júlia operaénekes
- 2008 – Kelemen Zoltán operaénekes
- 2009 – Rákai András korrepetitor
- 2010 – László Boldizsár operaénekes, Nánási Helga operaénekes
- 2011 – Cseh Antal operaénekes, Kovács Kornélia karigazgató
- 2012 – Nemes Roland tánckari művész
- 2013 – Kelemen Zoltán operaénekes, Kürtös Petra ügyelő
- 2014 – Kónya Krisztina operaénekes
- 2015 – Bolla Bence tánckari művész
- 2016 – Stefanik Sándor főügyelő[1]
- 2017 – Cseh Antal operaénekes[2]
- 2018 – Pál Tamás karmester[3]
- 2019 – Bujtor Krisztián tánckari művész[4]
- 2020 – Pávleti Szilvia operatitkár[5]
- 2023 – Ferenczy Orsolya operaénekes